# Mónica Verge Folia
Mónica Verge Folia (Barcelona, 8 de octubre de 1958) es una montañera, escaladora, esquiadora y alpinista catalana.
Fue guarda del Chalé Refugio Juli Soler Santaló (1988-1999) del CIEGO. Durante la década del 1980 fue precursora de la escalada femenina del Estado Español y algunas de sus ascensiones fueron las primeras realizadas por una mujer. En 1984 fue miembro de la primera expedición femenina de España al Kangtega (6.782 m), y el 19 de septiembre de 1989 alcanzó la cumbre del Cho Oyu (8.201 m) haciendo cordada con Magda Nos Loppe y culminando el primer  ocho mil femenino español.
Fue protagonista del documental Encordades conjuntamente con Carme Romeu Pecci, Elisabeth Vergés Costa, Esther Sabadell Simó y Helena Alemán Sobrino.